# Euphorbia abyssinica
Espèce
Euphorbia abyssinica, l'Euphorbe d'Abyssinie, est une espèce de plantes à fleurs de la famille des Euphorbiacées. C'est une plante succulente originaire de Djibouti, d'Éthiopie, d'Érythrée, de Somalie et du Soudan. Elle peut atteindre neuf mètres de haut.
Elle est commercialisée comme plante d'intérieur.

## Synonymes
- Euphorbia officinarum var. kolquall Willd. (1799)
- Euphorbia obovalifolia A.Rich. (1851)
- Euphorbia grandis Lem. (1857)
- Euphorbia richardiana Baill. (1860)
- Euphorbia abyssinica var. tetragona Schweinf. (1899)
- Euphorbia candelabrum var. erythraeae A.Berger. (1907)
- Euphorbia erythraeae (A.Berger) N.E.Br. (1912)
- Euphorbia hararensis Pax (1907)
- Euphorbia neutra A.Berger (1907)
- Euphorbia acrurensis N.E.Br. (1912)
- Euphorbia controversa N.E.Br. (1912)
- Euphorbia disclusa N.E.Br. (1912)
- Euphorbia neglecta N.E.Br. (1912)
- Euphorbia aethiopium Croizat (1941)